# Сашурґаіо
Сашурґаіо (груз. საშურღაიო) — село в Грузії.
За даними перепису населення 2014 року в селі проживає 199 осіб.